# Chazelles, Haute-Loire

Chazelles este o comună în departamentul Haute-Loire, Franța. În 2009 avea o populație de 32 de locuitori.